# Queen's Park Oval
Le Queen's Park Oval est un stade de cricket situé à Port-d'Espagne à Trinité-et-Tobago. Il est utilisé notamment par l'équipe de Trinité-et-Tobago et l'équipe des Indes occidentales.
Le stade est établi en 1896 par le Queen's Parl Cricket Club, année au cours de laquelle son premier pavillon est construit. Il accueille son premier test-match en 1930, une rencontre entre les Indes occidentales et l'Angleterre.
Le Queen's Park Oval est l'un des stades utilisé pendant la Coupe du monde de cricket de 2007, organisée par les « Indes occidentales ».